# La vita è un dono
(dal testo della canzone)
La vita è un dono è un singolo di Renato Zero pubblicato nel 2005, secondo singolo estratto dall'album Il dono.
Il brano è stato dedicato a Papa Giovanni Paolo II, morto il 2 aprile 2005.

## Tracce
Testi di Guido Morra, musiche di Maurizio Fabrizio
1. La vita è un dono – 5:02